# Каликун (Њујорк)
Каликун (енгл. Callicoon) насељено је место без административног статуса у америчкој савезној држави Њујорк.

## Демографија
По попису из 2010. године број становника је 167, што је 49 (-22,7%) становника мање него 2000. године.
| Група             | 2000.       | 2010.       |
| Белци             | 185 (85,6%) | 150 (89,8%) |
| Афроамериканци    | 10 (4,6%)   | 1 (0,6%)    |
| Азијати           | 7 (3,2%)    | 1 (0,6%)    |
| Хиспаноамериканци | 13 (6,0%)   | 14 (8,4%)   |
| Укупно            | 216         | 167         |